# Круммахер, Фридрих Адольф
Фридрих-Адольф Круммахер (нем. Friedrich Adolf Krummacher; 13 июля 1767, Текленбург, — 4 апреля 1845, Бремен) — немецкий поэт, богослов.
Учился богословию в Лингене и Галле. С 1793 г. директор гимназии в Мёрсе, с 1800 г. профессор богословия в Дуйсбурге. Впоследствии — пастор церкви св. Ансгара в Бремене.
Прославился нравоучительными притчами и апологами для юношества, которые были переведены на основные языки Европы и имели большой успех в России.

## Семья
Был сыном юриста и бургомистра Теккленбурга — Якоба Фридриха Круммахера, его младшим братом был Готфрид Даниэль Круммахер.
Дети:
- сын Круммахер, Фридрих Вильгельм (1796—1868)
- сын  Круммахер, Эмиль Вильгельм[нем.] (1798-1806).
- дочь Юлия Круммахер (1804—1909), жена художника Вильгельма фон Кюгельгена[6].

## Переводы на русский язык
- Подарок милым детям обоего пола на новый 1822 год, или Собрание поучительных повестей из сочинения г-на Фридриха Адольфа Круммахера / С нем. пер. А. Бринк. М., 1822.
- Нравоучительные повести / [Пер. с В. В. Бажанова]. СПб., 1835 (и 17 переизданий до 1915 г.).
- Нравоучительные повести и притчи (избранные из Круммахера) / [Пер. В. В. Бажанова]. СПб., 1842.
- Избранные притчи Круммахера: Пер. с нем. М., 1835; 1839.
- Притчи Круммахера / Пер. В. М. Строева. СПб., 1849 (Библиотека для маленьких читателей, кн. 4—5).
- Притчи / Пер. С. М. Брильянта. СПб., 1894.
- Двадцать избранных притч. СПб., 1895; 1898; 1909; 1915.
- Семена добра. Притчи Круммахера / Пер. с нем. г-жи Кабанова и Ватацци. М., 1899.
- Притчи: Полное собрание / С нем. пер. В. Алексеев. СПб., 1900.

| Das Alpenlied Auf hoher Alp Wohnt auch der liebe Gott, Er färbt den Morgen rot, Die Blümlein weiß und blau, Und labet sie mit Tau. Auf hoher Alp ein lieber Vater wohnt. Auf hoher Alp Von kräuterreichen Höhen Die Lüftlein lieblich wehen, Gewürzig, frei und rein. Mag's auch sein Odem sein? Auf hoher Alp ein lieber Vater wohnt. Auf hoher Alp Erquickt sein milder Strahl Das stille Weidetal; Des hohen Gletschers Eis Glänzt wie ein Blütenreis. Auf hoher Alp ein lieber Vater wohnt. Auf hoher Alp Des Gießbachs Silber blinkt; Die kühne Gemse trinkt An jäher Felsen Rand Aus seiner hohlen Hand. Auf hoher Alp ein lieber Vater wohnt. Auf hoher Alp In Scharen weiß und schön Die Schafe und Zieglein gehn Und finden´s Mahl bereit, Daß sich ihr Herz freut. Auf hoher Alp ein lieber Vater wohnt. Auf hoher Alp Der Hirt sein Heerdlein schaut; Sein Herz Gott vertraut; Der Geiß und Lamm ernährt, Ihm auch wohl gern beschert. Auf hoher Alp ein lieber Vater wohnt! | Альпийская мелодия Там на склонах альпийских И Всевышний живёт. Он в тона золотые нарумянит восход, Бело-синим раскрасит бугорками цветы, И напоит росой их, все нежны и чисты. Там на склонах альпийских и Всевышний живёт. Там на склонах альпийских Зеленеет трава. Ветерок вдруг подует внезапно И задышится вольно и сладко. Не Его ли дыханье так гладко? Там на склонах альпийских и Всевышний живёт. Там на склонах альпийских Согревают лучи, В тишине и покое долины. Засверкает в лучах на вершине ледок, Ранний, чистый и светлый как весенний цветок. И не сам ли Всевышний в вышине там живёт? Вниз по склонам альпийским Серебрятся ручьи, И козлята стремглав по уклонам. Подойдут не боясь прямо к краю скалы, Из Его чтоб напиться ладоней. Там на склонах альпийских и Всевышний живёт. На лугах на альпийских Там пасутся стада. И барашки и козы — всё в белом. Всем в достатке еды, Рады все и полны. Ведь на склонах альпийских и Всевышний живёт. На альпийских на склонах Седовласый пастух, день и ночь стадо он охраняет. Одному он Ему доверяет, Кто накормит козлят и ягнят точно знает, Кто его самого никогда не оставит. Там на склонах альпийских и Всевышний живёт! (Перевёл Сергей Осанкин) |  |